# Чхён, Вильям
Чжан Чжоцин (кит. 張卓慶), известный также под английским именем и кантонской фамилией Вильям Чхён (William Cheung) — преподаватель ушу-стиля юнчуньцюань, президент основанной им самим «Всемирной Ассоциации винчунь кунгфу» («World Wing Chun Kung Fu Association»)

## Биография
Чжан Чжоцин (на кантонском диалекте — Чхён Чхёкхин) родился в 1940 году в Гонконге; как и многие жители Гонконга, он имел и английское имя — Вильям. В 1954 году Вильям познакомился с известным мастером боевых искусств Ип Маном, и более четырех лет жил и тренировался у него. С тех пор он посвятил свою жизнь изучению и развитию винчунь.
Вильям Чхён утверждает, что Ип Ман передал ему комплекс знаний, состоящий из трех компонентов — лечения, накопления энергии и эффективной системы боя. Тогда же Чхён подружился с Брюсом Ли и познакомил его с Ип Маном.
В 1959 году (то есть после всего 5 лет тренировок) Вильям Чхён уехал из Гонконга в Австралию для получения академического образования, и поступил в Австралийский национальный университет в Канберре. По дороге в Австралию произошел инцидент, который попал во многие газеты. Чхён ввязался в драку с 10 моряками в замкнутой каюте и вышел из неё победителем, после чего Австралия узнала о винчуне.
В 1965 году Чхён основал первый клуб винчунь кунгфу при своём университете. Закончив учебу в 1969 году и получив степень бакалавра экономических наук, Чхён полностью углубился в теоретические исследования винчунь и практические занятия с группой преданных учеников.
В 1973 году Вильям Чхён основал Австралийскую Академию винчунь в Мельбурне, а через три года его избрали президентом Австралийской федерации Кунг Фу.
Вскоре Чхён стал главным инструктором американского Тихоокеанского флота, который базировался в японском городе Йокосука. В течение двух лет он занимался моральной и физической подготовкой американских моряков и учил их секретам рукопашного боя.
Вильям Чхён читал лекции в Академии боевых искусств Дэна Иносанто в Калифорнийской Академии боевых искусств и Академии боевых искусств Дегеберга (Чикаго).
В 1984 году на соревнованиях в Гарвардском Университете (Бостон) Вильям Чхён установил мировой рекорд по скорости нанесения ударов: судьи насчитали 8,3 удара в секунду! 

### «Германский инцидент»
Широковещательные заявления Вильяма Чхёна, его претензии на роль единственного представителя «настоящего» Вин Чунь давно вызывали неприязнь к нему со стороны других занимающихся винчунь, в том числе представителей линий, идущих от других учеников Ип Мана. В 1986 году это вылилось в открытый конфликт: когда Вильям Чхён проводил семинар в ФРГ, на тренировку явился Эмин Бозтепе (ученик Лян Тина — другого ученика Ип Мана) и, публично бросив Вильяму Чхёну вызов, на что получил отказ по той причине, что по китайской традиции человек может бросить вызов только своему сверстнику (разница Чхёна и Бозтепе - 22 года). Несмотря на это, Бозтепе напал на Чхёна и завязал с ним бой. Вильям Чхён был сбит с ног на глазах у многочисленных учеников, этот эпизод был заснят на видео, и впоследствии не раз использовался представителями других линий Вин Чунь в пропагандистских целях. По словам очевидцев, существует 2 версии видео: оригинальная и "обработанная" сторонниками Эмин Бозтепе, где были вырезаны некоторые эпизоды. В интервью  Архивная копия от 15 января 2012 на Wayback Machine Вильям Чхён рассказывает об этом инциденте, как о провокации со стороны Лян Тина, в которой главную роль сыграл Эмин Бозтепе.

## Участие в кинематографе
Вскоре после основания Австралийской Академии Вин Чунь Вильям Чхён сыграл в своем первом фильме «Вин Чунь Кунг Фу», снятом кинокомпанией Golden Harvest Film Company. Сегодня его часто приглашают консультировать режиссёров и актеров: например, он помогал в постановках боевых сцен в фильме «Матрица» братьев Вачовски, хороших знакомых Вильяма Чхёна. Ученики Вильяма Чхёна также популяризируют Вин Чунь в кино. В 2009 году на экраны вышел фильм «Шерлок Холмс», в котором сыграл Роберт Дауни-младший. Этот известный актер уже несколько лет практикует Вин Чунь под руководством Сифу Эрика Орама (руководитель Представительства винчунь кунгфу в Лос-Анджелесе), и успешно показал этот стиль в фильме.
За свою жизнь Вильям Чхён снял много видеоматериалов и написал несколько книг, которыми зачитываются не только новички, желающие глубже изучить боевые искусства, но и мастера. Самые известные из них — «Винчунь Бил Джи», «Винчунь мечи-бабочки», «Винчунь Шест Дракона», «Как развить энергию ци», «Винчунь кунгфу».

## Медицина[8]
Вильям Чхён является автором оздоровительных, учебных программ и систем управления внутренней энергией[неизвестный термин]. Организует симпозиумы и семинары по китайской меридианной терапии, китайской фитотерапии не только в Мельбурне, а и по всему миру.

## Вильям Чхён и Винг Чунь в повседневной жизни
Кроме того, Вильям Чхён проводит семинары для бизнесменов, в которые включены программы расширения возможностей человека, управления стрессом, улучшения работоспособности через укрепление здоровья, возбуждение энергии, формирование мотивации. Разработаны программы, помогающие профессиональным спортсменам успешно достигать цели. А для военных была составлена система упражнений для улучшения реакции.